# Hovea

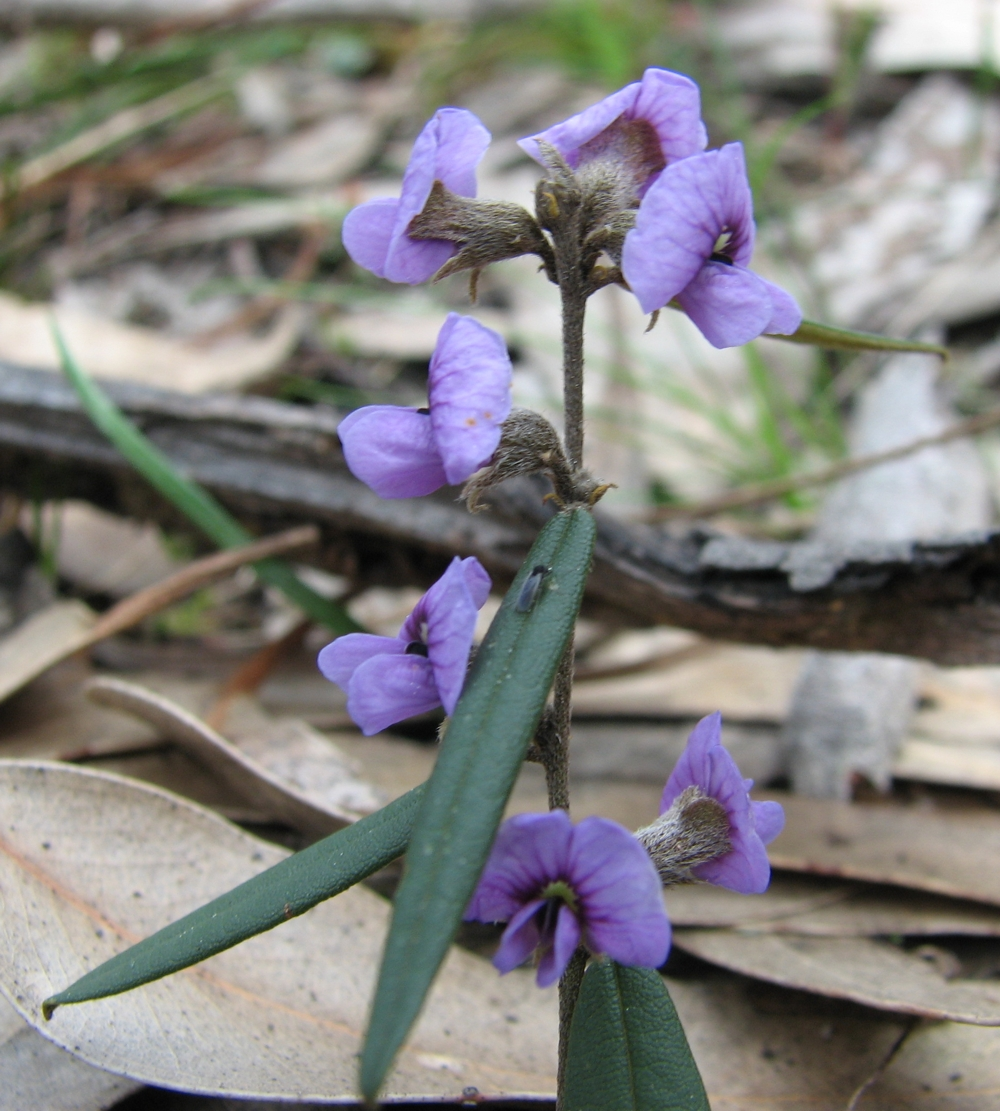
Hovea linearis

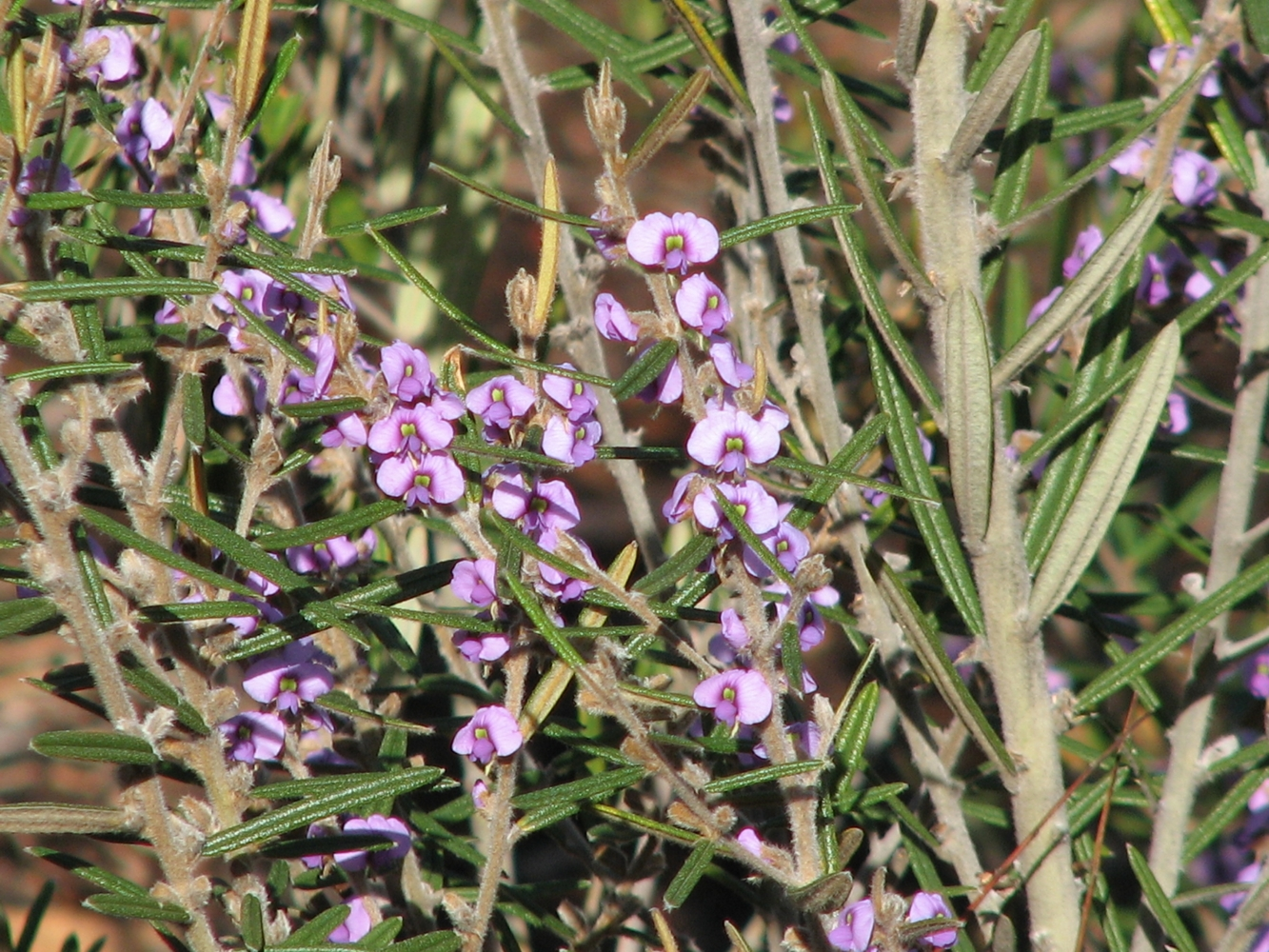
Hovea pannosa

Hovea és un gènere d'arbusts perennifolis que pertany a la família de les lleguminoses. És endèmic d'Austràlia. Algunes espècies d'aquest gènere són ocasionalment conreades com a plantes ornamentals. Comprén 51 espècies descrites i, d'aquestes, només 38 són acceptades.

## Taxonomia
El gènere fou descrit per Robert Brown en Hortus Kewensis; or, a Catalogue of the Plants Cultivated in the Royal Botanic Garden at Kew. London (2a ed.) 4: 275. 1812.
Etimologia
El gènere fou anomenat en honor d'Anton Pantaleon Hove, un recol·lector polonés.
Espècies incloses:
- Hovea acanthoclada (Turcz.) F.Muell.[4]
- Hovea acutifolia A.Cunn. ExG.Do - Northern Hovea[5]
- Hovea angustissima I.Thomps.
- Hovea apiculata A.Cunn. ExG.Do
- Hovea arnhemica J.H.Ross
- Hovea asperifolia I.Thomps.
- Hovea beckeri F.Muell.
- Hovea chorizemifolia DC.
- Hovea clavata I.Thomps.
- Hovea corrickiae J.H.Ross
- Hovea cymbiformis I.Thomps.
- Hovea densivellosa I.Thomps.
- Hovea elliptica (Sm.) DC.
- Hovea graniticola I.Thomps.
- Hovea heterophylla A.Cunn. exHook.f.
- Hovea impressinerva I.Thomps.
- Hovea lanceolata Sims
- Hovea linearis (Sm.) R.br.[6]
- Hovea longifolia R.br.[7][8]
- Hovea longipes Benth.
- Hovea lorata I.Thomps.
- Hovea magnibracteaI.Thomps.
- Hovea montana (Hook.f.) J.H.Ross
- Hovea nana I.Thomps. & J.H.Ross
- Hovea nitida I.Thomps.
- Hovea pannosa A.Cunn. exHook.f.
- Hovea parvicalyx I.Thomps.
- Hovea pedunculata I.Thomps. & J.H.Ross
- Hovea planifolia (Domin) J.H.Ross
- Hovea pungens Benth.
- Hovea purpurea Sweet
- Hovea ramulosa A.Cunn. exLindl.
- Hovea rosmarinifolia A.Cunn.
- Hovea similis I.Thomps.
- Hovea speciosa I.Thomps.
- Hovea stricta Meisn.
- Hovea tholiformis I.Thomps.
- Hovea trisperma Benth.